# سارة بكري (لاعبة كرة قدم)
سارة بكري هي لاعبة كرة قدم لبنانية ولاعبة كرة قدم الصالات، من مواليد 1 نوفمبر 1989، لعبت لنادي أكاديمية بيروت اللبنانية، مثلت لبنان دولياً في كرة القدم وكرة الصالات.

## حياتها
ولدت سارة في 1 تشرين الثاني (نوفمبر) 1989، في بيروت، لبنان، وأختان وأخ. بدأت تلعب كرة القدم في سن السابعة.

## إحصائيات المهنة

### دولية
| # | تاريخ          | مكان                                 | الخصم  | نتيجة | حصيلة | مسابقة                            |
| - | -------------- | ------------------------------------ | ------ | ----- | ----- | --------------------------------- |
| 1 | 19 أكتوبر 2010 | ملعب الأهلي، المنامة، البحرين        | مصر    | 1–؟   | 1-5   | كأس العرب للسيدات لكرة القدم 2010 |
| 2 | 21 أكتوبر 2010 | ملعب الأهلي، المنامة، البحرين        | الأردن | 1–؟   | 1-3   | كأس العرب للسيدات لكرة القدم 2010 |
| 3 | 23 أكتوبر 2010 | ستاد البحرين الوطني، الرفاع، البحرين | العراق | ؟ –0  | 9-0   | كأس العرب للسيدات لكرة القدم 2010 |
| 4 | 23 أكتوبر 2010 | ستاد البحرين الوطني، الرفاع، البحرين | العراق | ؟ –0  | 9-0   | كأس العرب للسيدات لكرة القدم 2010 |
| 5 | 9 يونيو 2013   | استاد عمان الدولي، عمان، الأردن      | الكويت | 11-0  | 12-1  | تصفيات كأس آسيا للسيدات 2014      |
| 6 | 15 سبتمبر 2011 | عمان، الأردن                         | الأردن | 1-6   | 1-10  | ودي                               |
| 7 | 21 مارس 2017   | بيروت، لبنان                         | سوريا  | 1–0   | 4-0   | ودي                               |

## روابط خارجية
- سارة بكري على موقع Soccerway.com (الإنجليزية)
- سارة بكري على موقع كووورة